# Aptosimum glandulosum
Aptosimum glandulosum är en flenörtsväxtart som beskrevs av E. Web., Amp; Schinz och E.Web.. Aptosimum glandulosum ingår i släktet Aptosimum och familjen flenörtsväxter. Inga underarter finns listade i Catalogue of Life.